# Hypericum natalensis
Hypericum natalensis är en johannesörtsväxtart som beskrevs av John Medley Wood och Evans. Hypericum natalensis ingår i släktet johannesörter, och familjen johannesörtsväxter. Inga underarter finns listade i Catalogue of Life.